# Kronologija Domovinskog rata: siječanj 1991.

### 1. siječnja
- Mi smo za poštovanje sadašnjih republičkih granica, za poštovanje demokratski izražene volje naroda u tim republikama i za međusobni dogovor, rekao predsjednik Republike Hrvatske dr. Franjo Tuđman u intervjuu Hrvatskoj televiziji.[1]
- Ustavni sud Republike Hrvatske izdao priopćenje da je na sjednici od 31. prosinca 1990. godine donio jednoglasno rješenje kojim Srpska autonomna oblast Krajina pravno ne postoji.[1]

### 6. siječnja
- Iz spomen-doma 6. ličke divizije na Plitvicama naoružana grupa pripadnika Srpske demokratske stranke otela trofejno oružje iz 2. svjetskog rata i kamionom ga otpremila u Titovu Korenicu.[1]

### 7. siječnja
- Srbija ponovno nasrnula na monetarni sustav Jugoslavije: donošenjem Zakona o zaduženju Srbije kod Narodne banke Srbije za više od 18,2 milijarde dinara, privreda Srbije dovedena u povlašteni položaj, a račun povlastica plaća cijela Jugoslavija većom inflacijom.[1]
- Na cesti Lički Osik - Titova Korenica teško ranjen iz vatrenog oružja na osobni automobil radnik Industrogradnje iz Zagreba Mirko Hećimović.[1]

### 8. siječnja
- Srbija je najvjerojatnije već iskoristila 10 milijardi dinara i time srušila jedinstveni financijski sustav zemlje, rečeno na konferenciji za novinare u Narodnoj banci Jugoslavije.[1]

### 9. siječnja
- Predsjedništvo SFRJ donijelo naredbu po kojoj se moraju rasformirati svi oružani sastavi koji nisu u sklopu jedinstvenih snaga SFRJ ili organa unutrašnjih poslova i čija organizacija nije utvrđena u skladu sa saveznim propisima.[1]
- Na razgovor u Sabor ni po treći put nisu se odazvali predstavnici pobunjenih općina s većinskim srpskim stanovništvom.[1]
- Proglašenje SAO istodobno s donošenjem Ustava izravni je atak na ustavni poredak Hrvatske, njezin teritorijalni integritet i poziv na građanski rat, rekao novinarima u Zagrebu potpredsjednik hrvatske Vlade dr. Milan Ramljak.[1]

### 10. siječnja
- Na sjednici Predsjedništva SFRJ s predsjednicima republika i predsjednicima republičkih i pokrajinskih predsjedništva u Beogradu predsjednik Republike Hrvatske dr. Franjo Tuđman istaknuo da je zajedništvo nametnuto silom nemoguće, te predložio preobrazbu postojeće jugoslavenske federacije u regionalni savez suverenih država i napokon uključivanje ovog saveza u europsku zajednicu ravnopravnih, demokratskih naroda i država.[1]
- Predsjednik Srpske demokratske stranke BiH Radovan Karadžić najavio smjenjivanje Bogića Bogićevića s funkcije člana Predsjedništva SFRJ.[1]
- Armija više uopće nije u funkciji zaštite zemlje od vanjskog neprijatelja, već se pretvorila u žandara koji jedva čeka da disciplinira Hrvate i Slovence - piše njemački tisak o naredbi Predsjedništva SFRJ da se razoružaju nelegalne grupe.[1]

### 11. siječnja
- Slobodan Milošević položio predsjedničku zakletvu na konstituirajućoj sjednici prve višestranačke Narode Skupštine Srbije u Beogradu.[2]

### 13. siječnja
- U Kninu minirana dva kioska Hrvata, cvjećarnica i kiosk bižuterije.[2]

### 17. siječnja
- U povodu početka operacije Pustinjska oluja, hrvatski predsjednik dr. Tuđman izjavio da u današnjem svijetu sila ne može proći nekažnjeno, a to je za nas od osobitog značenja.[2]

### 18. siječnja
- Oružje ostaje Slovenskoj teritorijalnoj obrani, jer se naredba Predsjedništva SFRJ ne odnosi na nju, izjavio slovenski ministar obrane Janez Janša.[2]

### 21. siječnja
- U Sarajevu se sastale delegacije Hrvatske i BiH, koje su predvodili dr. Franjo Tuđman i Alija Izetbegović, obostrana suglasnost da je rješenje jugoslavenske krize moguće samo - demokratski.[3]

### 22. siječnja
- Ne prihvaćamo tezu da je u Hrvatskoj učinjeno bilo kakvo protuustavno naoružavanje milicije niti da je Hrvatska povrijedila korpus ovlaštenja JNA - rekao na sjednici Ustavne komisije Skupštine SFRJ Vladimir Šeks, predsjednik Ustavne komisije Sabora Republike Hrvatske.[3]
- Predsjedništvo SFRJ donijelo odluku o krivičnoj odgovornosti za zadržavanje oružja, koja se odnosi isključivo na pojedince a ne na ograne legalne vlasti.[3]

### 23. siječnja
- Srbija uvjetuje suverenitet Bosne i Hercegovine opstankom Jugoslavije, rekao u Sarajevu na konferenciji za novinare poslije razgovora u Beogradu s Miloševićem predsjednik Predsjedništva BiH Alija Izetbegović.[3]
- Ako se na području Republike Hrvatske odmah ne raspuste svi mobilizirani oružani sastavi, JNA će postupiti po odredbama točke 4. i 7. naredbe Predsjedništva SFRJ, stoji u priopćenju Saveznog sekretarijata za narodnu obranu.[3]
- U Zagreb se sastale delegacije Hrvatske i Crne Gore, a predsjednici Tuđman i Bulatović suglasile se da je dijalog moguć i uz različita stajališta.[3]

### 24. siječnja
- Vlada će preuzeti odgovornost za sastav i naoružanje policije i suprotstaviti se namjeri JNA da na području Hrvatske preuzme kontrolu kad republičkom policijom pod izlikom izvanrednih okolnosti na području Republike Hrvatske mogu se primjenjivati samo oni savezni zakoni koji nisu u suprotnosti s Ustavom Republike Hrvatske - stav je izvanredne sjednice hrvatske Vlade sazvane na prijedlog predsjednika Republike dr. Franje Tuđman.[3]
- U nekim garnizonima JNA u Hrvatskoj počele prekomande vojnika hrvatske nacionalnost u druge dijelove Jugoslavije.[3]
- 'Predsjedništvo SFRJ nije izdalo nikakve posebne ovlasti organima JNA', izjavio u Ljubljani član Predsjedništva SFRJ iz Slovenije Janez Drnovšek.[3]
- Tajnim glasovanjem članovi Jugoslavenske akademije znanosti i umjetnosti odlučili da JAZU preimenuju u Hrvatsku akademiju znanosti i umjetnosti /HAZU/.[3]

### 25. siječnja
- Na Izvanrednoj sjednici Sabora Republike Hrvatske govorio dr. Franjo Tuđman, rekavši da je Hrvatska za dijalog i obranu.[3]
- U Beogradu razgovarali Tuđman i Milošević.[3]
- U Beogradu održana Izvanredna sjednica Predsjedništva SFRJ - vojnog udara u Hrvatskoj neće biti.[3]
- Ustavni sud Republike Hrvatske obavijestio Sabor Republike Hrvatske da je Naredba Predsjedništva SFRJ neustavna i nezakonita, pa su tako neustavne i nezakonite sve radnje i akti koji su se temeljili ili se temelje na toj naredbi, time i spomenuto priopćenje Saveznog sekretarijata za narodnu obranu.[3]
- Skupština općine Virovitica priopćila da je JNA uhitila predsjednika Izvršnog vijeća Skupštine općine Antuna Habijanca i predsjednika HDZ-a i člana Izvršnog vijeća Virovitice Đuru Dečaka.[3]

### 26. siječnja
- Bili smo na rubu građanskog rata, vojske je bila mobilizirana, Hrvatska se obranila demokracijom - rekao po povratku iz Beograda sa sjednice Predsjedništva SFRJ predsjednik Tuđman u Saboru Republike Hrvatske.[3]
- Hrvatska televizija prikazala u specijalnoj emisiji film o navodnom naoružavanju pripadnika HDZ-a, kojeg su snimile tajne službe JNA, a glavni protagonist je hrvatski ministar obrane general Martine Špegelj.[3]
- Višestranačko Sobranje u Skopju izabralo za predsjednika Socijalističke Republike Makedonije Kiru Gligorova.[3]

### 27. siječnja
- Delegacija Republike Hrvatske na čelu s predsjednikom Tuđmanom otputovala u posjet Austriji.[3]
- U Jugoslaviji sklopljeno oružano primirje, ali napetosti se nisu smanjile, Tuđman u Beogradu postigao nagodbu, piše strani tisak.[3]

### 28. siječnja
- Tanjug prekrojio pismo predsjednika Tuđmana predsjedniku Bushu, priopćeno iz Ministarstva informiranja Republike Hrvatske.[3]